# David Collet
Theodore David Anthony Collet (ur. 19 października 1901 w Lambeth, zm. 26 kwietnia 1984 w Scottsdale) – brytyjski wioślarz, brązowy medalista olimpijski.
Kształcił się w Pembroke College Uniwersytetu Oksfordzkiego. Trzykrotnie brał udział w The Boat Race; w latach 1922 i 1924 zwyciężał, a w 1923 poniósł porażkę. 
Wystąpił na igrzyskach olimpijskich w Amsterdamie w 1928, gdzie zdobył brązowy medal w jedynce. Walkę o finał przegrał z ostatecznym złotym medalistą, Australijczykiem Henrym Pearce'em. Z kolei w walce o brązowy medal o 11,8 sekundy wyprzedził Holendra Berta Gunthera. Był to jego jedyny start olimpijski. 
Po zakończeniu kariery wyemigrował do Arizony, jednak wrócił do Wielkiej Brytanii po wybuchu II wojny światowej. Służył w Royal Navy w stopniu porucznika.